# 경상북도교육감
경상북도교육감(慶尙北道敎育監)은 경상북도교육청을 지휘하는 차관급 정무직 공무원이다.

## 역대 교육감
| 대수     | 이름            | 임기                               | 비고                                   |
| -------- | --------------- | ---------------------------------- | -------------------------------------- |
| 관선     | 교육위원회 체제 | 1962년 11월 3일 ~ 1964년 2월 3일   | 최도훈, 신현길, 최석암, 최우균, 최기욱 |
| 초대     | 김판영          | 1964년 2월 4일 ~ 1968년 2월 4일    |                                        |
| 제2대    | 김판영          | 1968년 2월 4일 ~ 1972년 2월 4일    | 재선                                   |
| 제3대    | 김주만          | 1972년 2월 4일 ~ 1974년 2월 1일    |                                        |
| 제4대    | 이성조          | 1974년 2월 1일 ~ 1978년 2월 15일   |                                        |
| 제5대    | 이성조          | 1978년 2월 15일 ~ 1978년 8월 18일  | 재선                                   |
| 제6대    | 이종률(李鍾律)  | 1978년 8월 18일 ~ 1982년 8월 18일  |                                        |
| 제7대    | 이강호          | 1982년 8월 18일 ~ 1986년 8월 18일  |                                        |
| 제8대    | 이영진          | 1986년 8월 18일 ~ 1990년 8월 18일  |                                        |
| 제9대    | 김주현          | 1990년 8월 18일 ~ 1994년 8월 18일  |                                        |
| 제10대   | 김주현          | 1994년 8월 18일 ~ 1998년 8월 18일  | 재선                                   |
| 제11대   | 도승회          | 1998년 8월 18일 ~ 2002년 8월 18일  |                                        |
| 제12대   | 도승희          | 2002년 8월 18일 ~ 2006년 8월 18일  | 재선                                   |
| 제13대   | 조병인          | 2006년 8월 18일 ~ 2008년 10월 19일 |                                        |
| 권한대행 | 임승빈          | 2008년 10월 19일 ~ 2009년 4월 30일 | 부교육감                               |
| 제14대   | 이영우(李英雨)  | 2009년 4월 30일 ~ 2010년 6월 30일  | 재보궐선거 당선 직선제 초선            |
| 제15대   | 이영우(李英雨)  | 2010년 7월 1일 ~ 2014년 6월 30일   | 재선                                   |
| 제16대   | 이영우(李英雨)  | 2014년 7월 1일 ~ 2018년 6월 30일   | 3선                                    |
| 제17대   | 임종식(林宗植)  | 2018년 7월 1일 ~ 2022년 6월 30일   |                                        |
| 제18대   | 임종식(林宗植)  | 2022년 7월 1일 ~                   | 재선                                   |

## 같이 보기
- 경상북도교육감 선거